# Рюрик (фрегат)
Рюрик (фин. Rurik) — колёсный паровой фрегат Российского императорского флота.

## Строительство
Был построен для Военно-морского экипажа Великого княжества Финляндского и спущен на воду в 1851 году в городе Або. На момент постройки был самым большим судном, построенным в Финляндии.

## Служба
После постройки «Рюрик» служил в эскорте российской Императорской яхты на Балтийском флоте. Во время Крымской войны участвовал в обороне Кронштадта.
26 сентября 1866 года фрегат участвовал в праздничном салюте в водах Финского залива по случаю прибытия невесты наследника российского престола великого князя Александра Александровича датской принцессы Дагмары.

## Командиры
Командирами фрегата «Рюрик» в составе Российского императорского флота в разное время служили:
- хх.хх.1853 — хх.хх.1854 — капитан-лейтенант князь Голицын, Евгений Александрович
- 07.04.1854 — 01.01.1870 — капитан-лейтенант (с 01.01.1862 капитан 2-го ранга, с 01.01.1865 капитан 1-го ранга) Баженов, Александр Иванович
- 01.01.1870 — хх.хх.1870 — капитан 2-го ранга Казнаков, Николай Иванович
- 20.04.1870 — хх.хх.1881 — капитан-лейтенант (затем капитан 2-го ранга) Бойль, Константин Романович